# Krouna
Krouna är en ort i Tjeckien.   Den ligger i regionen Pardubice, i den centrala delen av landet, 120 km öster om huvudstaden Prag. Krouna ligger 537 meter över havet och antalet invånare är 1 352.
Terrängen runt Krouna är huvudsakligen platt, men österut är den kuperad. Terrängen runt Krouna sluttar norrut. Runt Krouna är det ganska tätbefolkat, med 60 invånare per kvadratkilometer. Närmaste större samhälle är Skuteč, 8,2 km norr om Krouna. Omgivningarna runt Krouna är en mosaik av jordbruksmark och naturlig växtlighet.